# Championnat d'Estonie de football 1998
Navigation
Saison précédente Saison suivante
La saison 1998 du Championnat d'Estonie de football était la 8e édition de la première division estonienne à poule unique, la Meistriliiga. Les 8 clubs jouent les uns contre les autres au sein d'une poule unique où chaque adversaire rencontre les autres équipes 2 fois, à domicile et à l'extérieur.
Cette saison sert de transition entre le championnat au rythme "méridional" (d'août à juin) et celui au rythme "nordique" (d'avril à octobre). Il est disputé à partir de la mi-juillet 1998 et se termine à la fin de l'automne, pour permettre au championnat suivant de démarrer au printemps.
C'est le FC Flora Tallinn qui conserve son titre après avoir terminé en tête du championnat. C'est le 4e titre de champion d'Estonie de son histoire.

## Les 8 clubs participants
| - FC Flora Tallinn - FC TVMK Tallinn - Tallinna Sadam - FC Lantana Tallinn | - FC Narva Trans - JK Tulevik Viljandi - Lelle SK - JK Eesti Põlevkivi Jõhvi |

## Compétition

### Classement
Le barème servant à établir le classement se décompose ainsi :
- Victoire : 3 points
- Match nul : 1 point
- Défaite : 0 point

| Rang | Équipe                   | Pts | J  | G  | N | P  | Bp | Bc | Diff |
| ---- | ------------------------ | --- | -- | -- | - | -- | -- | -- | ---- |
| 1    | FC Flora Tallinn T       | 35  | 14 | 11 | 2 | 1  | 46 | 14 | +32  |
| 2    | Tallinna Sadam           | 34  | 14 | 11 | 1 | 2  | 48 | 10 | +38  |
| 3    | FC Lantana Tallinn       | 25  | 14 | 7  | 4 | 3  | 27 | 20 | +7   |
| 4    | FC Narva Trans           | 23  | 14 | 6  | 5 | 3  | 28 | 20 | +8   |
| 5    | JK Tulevik Viljandi      | 18  | 14 | 5  | 3 | 6  | 15 | 25 | -10  |
| 6    | FC TVMK Tallinn          | 13  | 14 | 3  | 4 | 7  | 15 | 27 | -12  |
| 7    | JK Eesti Põlevkivi Jõhvi | 6   | 14 | 2  | 0 | 12 | 10 | 44 | -34  |
| 8    | Lelle SK                 | 3   | 14 | 0  | 3 | 11 | 10 | 39 | -29  |

|  | Qualifié pour la Ligue des champions 1999-2000   |
|  | Qualifié pour la Coupe UEFA 1999-2000            |
|  | Qualifié pour la Coupe Intertoto 1999            |
|  | Participation au barrage de promotion-relégation |
|  | Relégation en 2e division                        |

### Matchs

#### Barrage de promotion-relégation
Afin de déterminer le 8e club participant à la Meistriliiga la saison prochaine, le 7e de D1 affronte le 2e de D2 dans un barrage avec matchs aller et retour.

C'est le JK Eesti Põlevkivi Jõhvi qui va jouer sa place parmi l'élite face au KSK Vigri Tallinn, pensionnaire de deuxième division.
| Équipe 1               | Résultat | Équipe 2                      | Aller | Retour |
| ---------------------- | -------- | ----------------------------- | ----- | ------ |
| KSK Vigri Tallinn (D2) | 0 - 2    | JK Eesti Põlevkivi Jõhvi (D1) | 0 - 2 | 0 - 0  |

## Bilan de la saison
| Tableau d'Honneur                 |                  |
| Compétition                       | Vainqueur        |
| Championnat d'Estonie de football | FC Flora Tallinn |
| Coupe d'Estonie de football       | -                |

| Qualifications européennes              |                                        |
| Ligue des champions de l'UEFA 1999-2000 | Qualifié                               |
| Tour préliminaire                       | FC Flora Tallinn                       |
| Coupe UEFA 1999-2000                    | Qualifiés                              |
| Tour préliminaire                       | FC Lantana Tallinn JK Tulevik Viljandi |
| Coupe Intertoto 1999                    | Qualifié                               |
| Premier tour                            | Narva Trans                            |

| Promotion et relégation |                   |
| Relégué en Esiliiga     | Aucun             |
| Promu en Meistriliiga   | FC Levadia Maardu |